# Raguel
Raguel è uno dei sette arcangeli della tradizione giudaica. Il suo nome significa "Amico di Dio" ed è considerato l'arcangelo che rappresenta la giustizia, l'equità e l'armonia.
L'Arcangelo Raguel viene citato per la prima volta nel libro di Enoch, un'opera giudaica del I secolo a.C., contenente sezioni che risalgono probabilmente al secolo precedente. Raguel non è menzionato nei libri canonici della Bibbia, ma senza alcuna prova alcuni appassionati di angelologia credono che ci si riferisca a lui in diversi passi, fra cui Ap 3,7-13 e Dan 7,10.

## Raguel nel Libro di Enoch
Nel libro di Enoch Raguel è uno dei sette arcangeli la cui funzione è quella di vendicarsi su coloro che hanno trasgredito le leggi di Dio. Raguele porta un cerchio di fuoco con cui perseguita tutti gli angeli caduti. 
Quando il patriarca Enoch visita il paradiso come un mortale, è Raguele che lo porta da e verso il mondo dei mortali. Raguele mostra anche, ad Enoch, le Sette Montagne e, nel bel mezzo di esse, la più alta montagna che è il trono di Dio, dove il Signore della gloria siederà insieme con l'albero della saggezza.

## Raguel in altre culture
Possibili riferimenti storici e linguistici ad una figura simile in altre culture possono essere trovati nella radice babilonese  "Rag" (o in alcune traduzioni  Ragumu), nel sumero  "Rig", che significa parlare o parlato. Anche questi personaggi tra loro simili rappresentato l'equilibrio in tali culture.